# Accidente ferroviario en Katanga de 2014
El accidente ferroviario en Katanga de 2014 hace referencia al descarrilamiento de un tren de mercancías cerca del puente Katongola (República Democrática del Congo) el 22 de abril de 2014. El tren transportaba a cientos de pasajeros en el momento del accidente y dejó al menos 74 muertos y 163 heridos.

## Antecedentes
El sistema de ferrocarril de la República Democrática del Congo está mal mantenido y ha caído en un total estado de deterioro después de años de conflicto en el país. Gran parte de la red ferroviaria fue construida durante el período colonial y recibió algunas mejoras desde el fin de la administración belga en 1960 hasta un reciente programa financiado por el Banco Mundial. Los empleados de la empresa operadora del sistema, Société nationale des chemins de fer du Congo, a menudo venden billetes ilegales a los pasajeros para aumentar sus ingresos. Otras personas, viajan simplemente en el tren para moverse por todo el territorio congolés. Los accidentes en la red son bastante frecuentes debido a la sobrecarga de los trenes y la precaria infraestructura. En 2007, más de 100 personas murieron cuando un tren de carga descarriló en la provincia de Kasai-Occidental.

## Suceso
Entre las 10:00 y las 11:00 hora local (8:00–9:00 UTC) del 22 de abril de 2014, un tren de mercancías descarriló cerca de Katangola, a unos 65 kilómetros al norte de Kamina, en la provincia de Katanga. En el suceso se vieron implicados dos locomotoras y 15 de los 19 vagones.
Aunque no era un tren de pasajeros, este transportaba a cientos de personas en el momento del accidente. Según testigos presenciales, el tren estaba lleno de pasajeros, tanto en el interior de los vagones como en el techo de los mismos. Pese a que el accidente ocurrió por la mañana, los equipos de rescate no llegaron al lugar de los hechos hasta la tarde. Médicos del ejército congolés y personal de las Naciones Unidas recibieron la ayuda de una grúa de gran tonelaje en sus esfuerzos por liberar a los pasajeros del amasijo de hierros. Los informes oficiales iniciales confirmaron el fallecimiento de 63 personas, pero el número de muertos fue posteriormente modificado a 74. 163 personas resultaron heridas también, 12 de ellas de gravedad.

## Causas
La investigación inicial esclareció que el convoy viajaba a unos 60 kilómetros por hora en un tramo limitado a 40 km/h. El tren no pudo frenar lo suficiente para entrar en una curva y descarriló. De acuerdo con Lambert Mende, portavoz del gobierno, al parecer, el tren circulaba a mayor velocidad debido a un fallo en el motor.